# Ваштрангское сельское поселение
Ваштра́нгское се́льское поселе́ние — упразднённое муниципальное образование в составе Кикнурского района Кировской области России.
Центр — деревня Ваштранга.

## История
Ваштрангское сельское поселение образовано 1 января 2006 года согласно Закону Кировской области от 07.12.2004 № 284-ЗО.
Законом Кировской области от 5 марта 2014 года № 389−ЗО, вступившим в силу 1 апреля 2014 года, Ваштрангское сельское поселение объединено, вместе с остальными сельскими поселениями Кикнурского района, в Кикнурское сельское поселение с административным центром в деревне Ваштранга.

## Население
| 2010 | 2012 | 2013 |
| ---- | ---- | ---- |
| 768  | ↘684 | ↘641 |

## Состав
В состав поселения входят 9 населённых пунктов (население, 2010):
| - деревня Ваштранга — 271 чел.; - деревня Бажино — 27 чел.; - деревня Большой Кулянур — 17 чел.; - село Кресты — 102 чел.; - село Макарье — 181 чел.; - посёлок Малиновка — 55 чел.; - деревня Панчурга — 63 чел.; - деревня Перминовские — 21 чел.; - деревня Ушаково — 31 чел. |